# Kenia en los Juegos Paralímpicos de Arnhem 1980
Kenia estuvo representada en los Juegos Paralímpicos de Arnhem 1980 por un total de 17 deportistas, 13 hombres y cuatro mujeres.

## Medallistas
El equipo paralímpico keniano obtuvo las siguientes medallas:
| Nombre          | Deporte   | Evento              |
| --------------- | --------- | ------------------- |
| Oro             |           |                     |
| Lucy Wanjiru    | Atletismo | Jabalina 3 femenino |
| Plata           |           |                     |
| Japheth Musyoki | Atletismo | Disco 3 masculino   |
| Japheth Musyoki | Atletismo | Peso 3 masculino    |
| Bronce          |           |                     |
| —               |           |                     |